# Samuel Rousseau

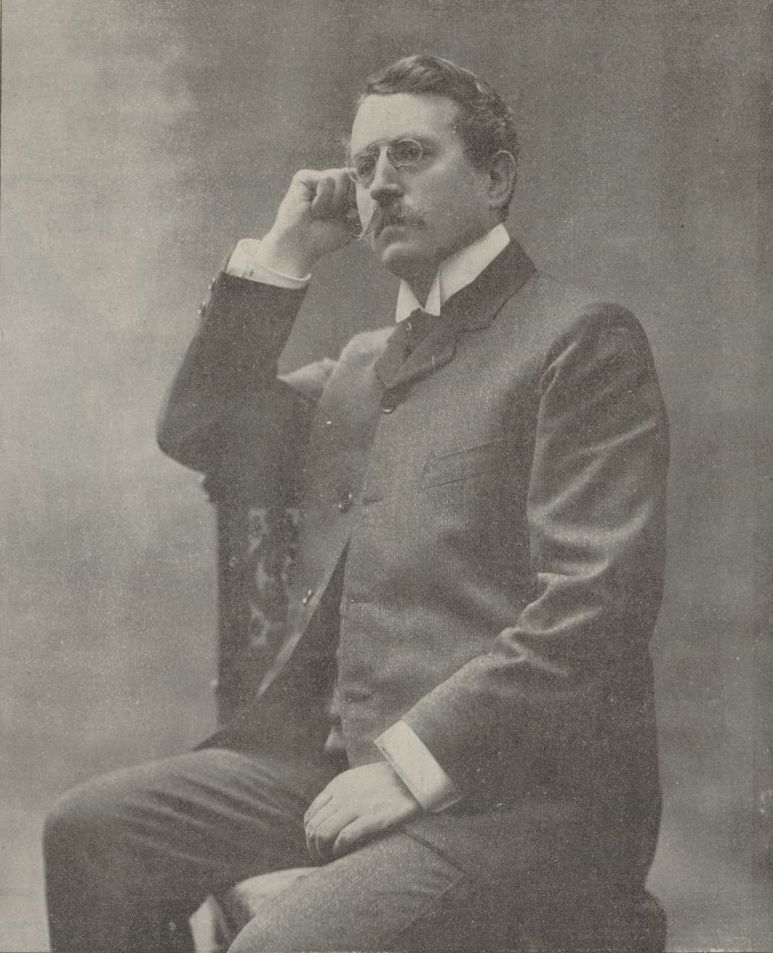
Samuel Rousseau

Samuel-Alexandre Rousseau (Neuve-Maison, 11 de junio de 1853-París, 1 de octubre de 1904) era un compositor francés.

## Biografía
Su padre fabricaba armonios y Samuel entró con catorce años al Conservatorio de París.
Obtuvo el Premio de Roma en 1878 y la Legión de Honor en 1900.
Era padre de Marcel Samuel-Rousseau.